# 2014 AA
2014 AA는 근지구 아폴로 소행성군 소행성으로, 크기는 약 2~4 m 정도 였으며, 2014년 1월 2일 지구와 충돌하였다. 2014년 1월 1일 레먼 산 탐색 프로젝트의 리처드 코왈스키가 레먼 산 천문대의 반사 망원경을 사용하여 발견하였으며, 당시 겉보기 등급은 +19였다. 2014 AA는 관측 각이 70분밖에 되지 않았고, 발견 21시간 후 지구 대기권에 진입하였다. 2014 AA는 지구 진입 전 관측에 성공한 몇 소행성 중 하나이다.

## 충돌

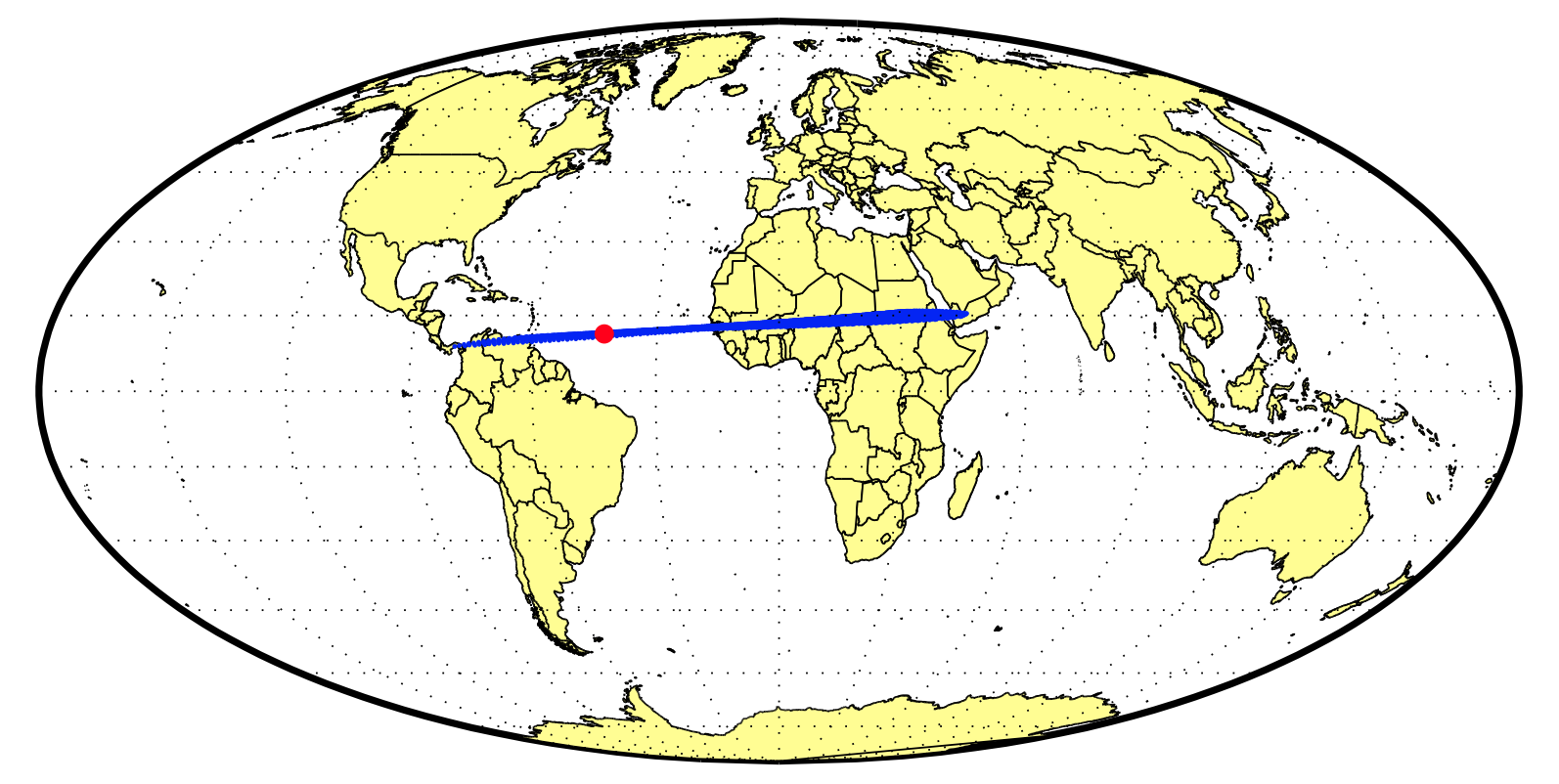
포괄적 핵실험 금지 조약 기구의 저주파음 자료에 따른, 2014 AA의 충돌 추정 위치.

궤도가 정밀하게 계산되지 못한 상황에서, JPL 소천체 데이터베이스에서는 3시그마 범위 내에서 충돌이 2014년 1월 2일 02:33(UT) ± 01:05에 일어났다는 해를 내놓았다. 소행성체 센터에서는 충돌이 2014년 1월 2일 05:00(UT) ± 10:00에 일어났다고 기재하였다. 여러 독립적인 계산 결과 충돌 자체는 확실히 발생했음이 검증되었다. 2014 AA는 지구에 상대속도 11.7 km/s로 진입하였다.
2014 AA의 크기는 2008년 10월 7일 누비아 사막 상공에서 폭발한 2008 TC3의 크기와 비슷했을 것으로 보고 있다. 수학적 계산 결과에서는 중앙아메리카~동아프리카 사이에 낙하했을 것으로 산출되었으며, 가장 가능성 있는 지역은 서아프리카 해변이다. 곡선 일치를 사용한 궤도 계산에서는 2014 AA가 대기권 진입 40분 전 지구의 본그림자에 진입한 것으로 드러났다.
포괄적 핵실험 금지 조약 기구의 감지소 3곳에서 저주파음이 감지되었다. 피터 브라운과 피터 제니스켄스는 볼리비아, 브라질, 버뮤다에서 약한 저주파음 신호를 감지했다. 2014 AA는 지구의 대기권에 03:06(UT) ± 00:05에 진입하였으며, 진입 지점은 베네수엘라 카라카스 3,000 km 지점으로 주변에는 땅이 없었다. 이 현상을 관측하였다고 보고한 선박이나 항공기는 없었다. 저주파음 기록을 기반으로 충돌 상황을 재구성한 결과, 충돌 지점은 트리니다드 토바고 포트오브스페인 동쪽 1900 km (1030 해리) 지점(서경 44º, 북위 11º)이며, 충돌 시간은 2456659.618 JD UTC였다. 충돌 전 2014 AA는 여러 공명에 잡혀 있었고, 2011 GJ3, 2011 JV10, 2012 DJ54, 2013 NJ4와 비슷한 궤도를 돌고 있었을 것으로 보인다. 이 근지구 천체들은 근일점에서 지구를, 원일점에서 화성을 만나는 공통점이 있으며, 역학적 군을 이루고 있을 가능성이 있다.

## 기타 발견
코왈스키는 2008년 10월 같은 망원경으로, 처음으로 지구 충돌 전 발견한 소행성인 2008 TC3을 발견하였다. 2014 AA와 비슷한 크기의 근지구 천체는 몇십억 개가 존재할 것으로 추정되며, 비슷한 크기의 소행성의 지구 충돌을 1년에도 몇 번 정도 발생하는 것으로 추정하고 있다.
4년 후, 레먼 산 탐색에서 발견한 2018 LA가 2018년 6월 보츠와나 남부에 낙하하였다.

## 같이 보기
- 소행성 충돌 예측
- 2008 TC3
- WT1190F
- 2018 LA
- 2019 MO